# スベン・オットケ
スベン・オットケ（Sven Ottke、1967年6月3日 - ）は、ドイツ人の元プロボクサー。ベルリンシュパンダウ区出身。元WBAスーパー・IBF世界スーパーミドル級王者で、IBF世界スーパーミドル級王座在位期間に最多防衛記録として21度防衛した。またプロ戦績は34戦34勝と生涯無敗を貫いた。

## 来歴

### アマチュア時代
1987年、イタリアで開催されたヨーロッパアマチュアボクシング選手権にミドル級(75kg)で出場するも2回戦で敗退。
1988年、韓国で開催されたソウルオリンピックにミドル級(75kg)で出場するも準々決勝で敗退。
1989年、ソビエト連邦で開催された世界ボクシング選手権にミドル級(75kg)で出場し準決勝で破れ銅メダルを獲得。
1989年、ギリシャで開催されたヨーロッパアマチュアボクシング選手権にミドル級(75kg)で出場するも1回戦で敗退。
1991年、スウェーデンで開催されたヨーロッパアマチュアボクシング選手権にミドル級(75kg)で出場し優勝を果たす。同年、オーストラリアで開催された世界ボクシング選手権にミドル級(75kg)で出場するも2回戦で敗退。
1992年、スペインで開催されたバルセロナオリンピックにミドル級(75kg)で出場するも準々決勝で敗退。
1993年、トルコで開催されたヨーロッパアマチュアボクシング選手権にライトヘビー級(81kg)で出場するが準決勝で敗退。
1996年、デンマークで開催されたヨーロッパアマチュアボクシング選手権にミドル級(75kg)で出場。決勝でゾルト・エルデイを破り優勝した。同年、アメリカで開催されたアトランタオリンピックにミドル級(75kg)で出場するも2回戦で敗退。
アマチュア時代の戦績は256勝47敗5分。

### プロ時代
1997年3月22日、29歳と遅いプロデビュー戦を6R判定勝ちで飾る。同年、12月13日にはドゥッセルドルフでドイツライトヘビー級王者アリ・サイディを10回判定(97-95、99-91、96-94)で下し王座獲得に成功した。
1998年5月30日、WBCインターコンチネンタルライトヘビー級王者アジミール・ボイノビッチと対戦し12回3-0(119-111、120-110、118-111)の判定勝ちし王座を獲得。
1998年10月24日、IBF世界スーパーミドル級王者チャールズ・ブルワーと対戦し12回2-1(116-112、115-113、111-117)の判定で競り勝ち、初の世界タイトルを獲得した。
1999年2月27日、ジオバンニ・ナルディエロと対戦し3回2分30秒KO勝ちで初防衛に成功した。
1999年5月8日、ガブリエル・エルナンデスと対戦し12回3-0(2者が118-110、119-109)の判定勝ちで2度目の防衛に成功した。
1999年9月4日、トーマス・テールと対戦し11回25秒3-0(2者が97-93、96-94)の判定勝ちで3度目の防衛に成功した。
1999年11月27日、後のIBF世界ライトヘビー級王者グレンコフ・ジョンソンと対戦し12回3-0(2者が115-113、116-112)の判定勝ちで4度目の防衛に成功した。
2000年3月11日、リロイド・ブライアンと対戦し12回3-0(117-109、118-108、120-106)の判定勝ちで5度目の防衛に成功した。
2000年6月3日、トッカー・プドウィルと対戦し12回3-0(119-107、119-106、118-107)の判定勝ちで6度目の防衛に成功した。
2000年9月2日、元王者チャールズ・ブルワーと2年越しのリマッチを行い12回2-1(116-112、116-111、113-116)の判定勝ちで7度目の防衛に成功した。
2000年12月16日、シルビオ・ブランコと対戦し12回3-0(2者が117-111、116-112)の判定勝ちで8度目の防衛に成功した。
2003年3月15日にはWBA世界スーパーミドル級王者バイロン・ミッチェルとWBA・IBF世界スーパーミドル級王座統一戦を行い、12R判定勝ち（2-1）で統一王者となった。同時にIBF王座の17度目の防衛に成功。
2004年3月27日のWBA・IBF世界スーパーミドル級王座防衛戦で、元WBO世界ミドル級王者アルマンド・クラインクを3-Oの判定で破って王座を防衛する。この試合をもってボクシングを引退。全階級通じて引き分け無しの無敗のまま引退した世界王者はロッキー・マルシアノ以来2人目である。現在はゴルフのインストラクターをしている。
2008年に当年に1試合限りの復帰戦の構想としてライトヘビー級クラス最強と言われた元世界2階級制覇王者ダリユシュ・ミハルチェフスキと対戦の話があったが結局実現はしなかったが、今でも対戦を熱望する人も多い。

## 戦績
- アマチュアボクシング: 308戦 256勝 47敗 5分
- プロボクシング: 34戦 34勝 6KO 無敗

## 獲得タイトル
- ドイツライトヘビー級王座
- WBCインターコンチネンタルライトヘビー級王座
- IBF世界スーパーミドル級王座
- WBA世界スーパーミドル級スーパー王座